# Championnats du monde de triathlon longue distance 1996
Les Championnats du monde de triathlon longue distance 1996 présentent les résultats des championnats mondiaux longue distance de triathlon en 1996 organisés par la fédération internationale de triathlon.
Ces 3e championnats se sont déroulés à Muncie aux États-Unis le 7 septembre 1996.

## Distances
| Distances course (kilomètres) | Distances course (kilomètres) | Distances course (kilomètres) |
| Natation                      | Vélo                          | Course à pied                 |
| ----------------------------- | ----------------------------- | ----------------------------- |
| 1,9                           | 90                            | 21,6                          |

## Résultats

### Homme
| Rang   | Athlète          | Pays             | Temps           |
| ------ | ---------------- | ---------------- | --------------- |
| Or     | Greg Welch       | Australie        | 3 h 47 min 05 s |
| Argent | Luc Van Lierde   | Belgique         | 3 h 47 min 54 s |
| Bronze | Spencer Smith    | Royaume-Uni      | 3 h 49 min 20 s |
| 4      | Jamie Hunt       | Nouvelle-Zélande | 3 h 49 min 29 s |
| 5      | Dennis Looze     | Pays-Bas         | 3 h 50 min 01 s |
| 6      | Peter Sandvang   | Danemark         | 3 h 50 min 34 s |
| 7      | Mark Bates       | Canada           | 3 h 50 min 45 s |
| 8      | Chuck Veylupek   | États-Unis       | 3 h 51 min 49 s |
| 9      | Andrey Jastrebov | Ukraine          | 3 h 52 min 33 s |
| 10     | Bent Andersen    | Danemark         | 3 h 53 min 20 s |

### Femme
| Rang   | Athlète              | Pays       | Temps           |
| ------ | -------------------- | ---------- | --------------- |
| Or     | Karen Smyers         | États-Unis | 4 h 11 min 00 s |
| Argent | Sophie Delemer       | France     | 4 h 12 min 14 s |
| Bronze | Suzanne Nielsen      | Danemark   | 4 h 14 min 15 s |
| 4      | Natascha Badmann     | Suisse     | 4 h 17 min 38 s |
| 5      | Wieke Hoogzaad       | Pays-Bas   | 4 h 21 min 43 s |
| 6      | Julie Nievergelt     | États-Unis | 4 h 23 min 14 s |
| 7      | Brigitte Scheithauer | Allemagne  | 4 h 23 min 39 s |
| 8      | Sian Welch           | États-Unis | 4 h 23 min 58 s |
| 9      | Ines Estedt          | Allemagne  | 4 h 25 min 25 s |
| 10     | Jill Newman          | États-Unis | 4 h 25 min 49 s |

## Tableau des médailles
| Rang  | Nation      | Or | Argent | Bronze | Total |
| ----- | ----------- | -- | ------ | ------ | ----- |
| 1     | Australie   | 1  | 0      | 0      | 1     |
| -     | États-Unis  | 1  | 0      | 0      | 1     |
| 3     | Belgique    | 0  | 1      | 0      | 1     |
| 4     | France      | 0  | 1      | 0      | 1     |
| 5     | Danemark    | 0  | 0      | 1      | 1     |
| -     | Royaume-Uni | 0  | 0      | 1      | 1     |
| Total | Total       | 2  | 2      | 2      | 6     |